# 得能佳吉

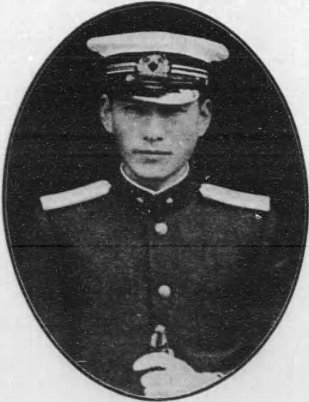
得能佳吉

得能 佳吉（とくのう かきち、1884年（明治17年）4月3日 - 1964年（昭和39年）6月19日）は、日本の内務官僚、実業家。官選岩手県知事。

## 経歴
富山県出身。得能通孝の六男として生まれる。第四高等学校を卒業。1909年、東京帝国大学法科大学を卒業。同年11月、文官高等試験行政科試験に合格。内務省に入省し警視庁警部となる。
以後、岡山県試補、警視庁警視、山形県警察部長、滋賀県警察部長、台湾総督府警視兼同府警察官及び司獄官練習所長、拓殖局書記官、内務書記官、北海道庁書記官・内務部長などを歴任。
1925年9月、岩手県知事に就任。公平無私な県政運営を行う。和賀妻堰・中央耕地の整備、公会堂建築、農学校移転などに尽力。1928年1月10日、農学校の敷地問題で知事を休職となる。同年1月31日に退官した。
その後は実業界に転じ、臨港倉庫 (株) 代表取締役、横浜桟橋倉庫 (株) 専務取締役を務めた。その他に東京植民貿易語学校校長、東京保善商業学校校長、東京保善工業学校校長も務めた。